# Leroy Fer
Leroy Johan Fer (Zoetermeer, 5 gennaio 1990) è un calciatore olandese, centrocampista dell'Al-Nasr.

## Infanzia
Fer è nato e cresciuto a Zoetermeer, Olanda Meridionale. È il primogenito di genitori di origini curacaoane. Suo nonno paterno aveva origini surinamesi. Il nonno materno di Fer era un calciatore a Curaçao, mentre suo padre, Lesley Fer, era un giocatore di baseball. Fer ha un fratello minore, Leegreg, che ha giocato nella squadra under-17 del Feyenoord, una sorella e suo cugino Patrick van Aanholt è un calciatore del Galatasaray.

## Caratteristiche Tecniche
Giocatore che fa della grande fisicità la sua dote principale, unita ad una discreta velocità e ad un ottimo tiro, specialmente dalla distanza. Abile colpitore di testa, riesce ad essere utile sia in fase offensiva che in fase difensiva. Può ricoprire quasi tutti i ruoli del centrocampo, in particolare viene impiegato come mezz'ala, mediano o trequartista.

## Carriera

### Club

#### I primi anni
Fer inizia la sua carriera nel DWO. Nella sua prima stagione completa con il DWO vince partite amichevoli contro squadre giovanili professionistiche come Sparta Rotterdam e Feyenoord. Fer rimane al DWO fino all'età di nove anni, quando, insieme all'amico Kaj Ramsteijn entra nel settore giovanile del Feyenoord.

#### Feyenoord e Twente
Fer entra in prima squadra nel corso della stagione 2007-08,facendo il suo debutto in Eredivisie il 2 dicembre 2007 nella partita vinta 6-0 contro l'Heracles Almelo entrando in campo al minuto 84 al posto di Nuri Şahin. Quattro giorni dopo, il 6 dicembre, firma il suo primo contratto da professionista, valido fino all'estate del 2012. Nella prima parte di stagione Fer totalizza 13 presenze da subentrato. A causa dei molti infortuni il 3 febbraio 2008 fa il suo debutto da titolare nella partita persa 3-0 in casa dell'Ajax, giocando da terzino destro, ruolo mantenuto per quattro partite consecutive. Il 30 marzo segna il suo primo gol in Eredivisie nella sconfitta per 3-1 contro il NAC Breda.
Nella stagione 2008-09 diventa titolare, e il nuovo allenatore Gertjan Verbeek lo fa giocare da centrocampista offensivo dietro a Roy Makaay. Il 18 settembre 2008 fa il suo debutto in Coppa UEFA nella partita contro il Kalmar FF. La partita viene persa 1-0, ma nella gara di ritorno in Svezia Fer segna il gol del decisivo 2-1 permettendo al Feyenoord di approdare alla fase a gironi. Durante la stagione diversi top club europei tra i quali la Juventus si interessano a Fer, ma il Feyenoord rifiuta di cederlo.
Nella stagione 2009-10 Fer trova il suo ruolo definitivo dopo aver giocato nei due anni precedenti in vari ruoli, infatti l'allenatore Mario Been lo schiera da centrocampista difensivo. Il 20 ottobre 2009 il nuovo direttore tecnico del Feyenoord Leo Beenhakker critica la prima squadra, ma allo stesso tempo elogia Fer per la sua importanza all'interno della squadra. Tre giorni dopo il capitano del Feyenoord Giovanni van Bronckhorst dichiara che sarebbe inammissibile per la squadra perdere Fer, mentre il ct olandese Bert van Marwijk ammette di essere ottimista su una sua eventuale convocazione in nazionale. Nella stagione 2010-11 viene nominato vice-capitano.
Nell'estate del 2011 viene ufficializzato il suo trasferimento al Twente per 5 milioni di euro. Dopo due stagioni, conclude la sua esperienza col Twente totalizzando 52 presenze e 13 reti.

#### Le esperienze in Inghilterra
Il 13 luglio 2013 si trasferisce al Norwich City per una cifra vicina ai 5,5 milioni di euro, firmando un contratto quadriennale.
Il 20 agosto 2014 viene acquistato dal Queens Park Rangers, con cui firma un contratto triennale.
Il 1º febbraio 2016 passa in prestito allo Swansea City; il 5 luglio seguente viene acquistato a titolo definitivo dal club gallese. In tre anni e mezzo mette insieme complessivamente 101 presenze e 2 gol tra campionato e coppe.

#### Il ritorno al Feyenoord
Il 25 luglio 2019 torna al Feyenoord a parametro zero firmando un contratto annuale.

#### Alanyaspor
Il 24 agosto 2021 viene acquistato dall'Alanyaspor.

### Nazionale
Nonostante avesse giocato per le varie nazionali giovanili olandesi Fer era in dubbio su quale nazionale scegliere, avendo i requisiti per giocare sia per i Paesi Bassi che per le Antille Olandesi. Nel mese di ottobre 2008 Fer afferma di non aver ancora preso una decisione in merito:"Personalmente vorrei fare qualcosa per la mia isola. Ecco perché sono ancora in dubbio, il mio cervello mi dice che è meglio scegliere i Paesi Bassi, così potrei disputare un grande torneo ogni due anni, ma il mio cuore sta pensando a Curaçao, sarebbe fantastico giocare i mondiali con le Antille Olandesi, darebbe alle isole una spinta enorme. Le mie radici sono più forti della mia voglia di far carriera, sto lottando per una causa più alta. Non sono ancora deciso, ma i miei sentimenti per le Antille Olandesi sono molto forti." Tuttavia il 26 agosto 2009 Fer annuncia di voler giocare per i Paesi Bassi a livello internazionale.

#### Nazionali giovanili
Fer ha giocato per tutte le Nazionali giovanili olandesi, avendo successo in particolare con l'Under-17.
Nel biennio 2006-2007 è il capitano della Nazionale olandese Under-17 agli Europei Under-17 del 2007, fermandosi alla fase a gironi e non riuscendo a qualificarsi per i Mondiali Under-17 del 2007.
Dopo l'Europeo Under-17 viene selezionato per la Nazionale Under-19; la squadra non riesce a qualificarsi per gli Europei del 2008 e del 2009.
Fer fa il suo esordio non ufficiale con la Nazionale Under-21 il 31 marzo 2009, con la Nazionale B che pareggia 1-1 un'amichevole contro l'Italia. L'11 agosto 2009 fa il suo debutto ufficiale con l'Under-21 olandese nel pareggio a reti inviolate contro l'Inghilterra.
Convocato per il campionato del mondo 2014, Fer va in gol nella terza partita del torneo, aprendo le marcature nel 2-0 contro il Cile.

## Statistiche

### Presenze e reti nei club
Statistiche aggiornate al 12 aprile 2025
| Stagione            | Squadra             | Campionato          | Campionato | Campionato | Coppe nazionali | Coppe nazionali | Coppe nazionali | Coppe continentali | Coppe continentali | Coppe continentali | Altre coppe | Altre coppe | Altre coppe | Totale | Totale |
| Stagione            | Squadra             | Comp                | Pres       | Reti       | Comp            | Pres            | Reti            | Comp               | Pres               | Reti               | Comp        | Pres        | Reti        | Pres   | Reti   |
| ------------------- | ------------------- | ------------------- | ---------- | ---------- | --------------- | --------------- | --------------- | ------------------ | ------------------ | ------------------ | ----------- | ----------- | ----------- | ------ | ------ |
| 2007-2008           | Feyenoord           | ED                  | 13         | 1          | CO              | 3               | 0               | -                  | -                  | -                  | -           | -           | -           | 16     | 1      |
| 2008-2009           | Feyenoord           | ED                  | 32+2       | 6          | CO              | 2               | 0               | CU                 | 5                  | 0                  | SO          | 0           | 0           | 41     | 6      |
| 2009-2010           | Feyenoord           | ED                  | 31         | 2          | CO              | 7               | 1               | -                  | -                  | -                  | -           | -           | -           | 38     | 3      |
| 2010-2011           | Feyenoord           | ED                  | 23         | 3          | CO              | 1               | 0               | UEL                | 2                  | 0                  | -           | -           | -           | 25     | 3      |
| ago. 2011           | Feyenoord           | ED                  | 4          | 2          | CO              | 0               | 0               | -                  | -                  | -                  | -           | -           | -           | 4      | 2      |
| ago. 2011-2012      | Twente              | ED                  | 26+2       | 8          | CO              | 2               | 1               | UEL                | 9                  | 1                  | SO          | -           | -           | 39     | 10     |
| 2012-2013           | Twente              | ED                  | 26+4       | 5          | CO              | 0               | 0               | UEL                | 8                  | 6                  | -           | -           | -           | 38     | 11     |
| Totale Twente       | Totale Twente       | Totale Twente       | 52+6       | 13         |                 | 2               | 1               |                    | 17                 | 7                  |             | -           | -           | 77     | 21     |
| 2013-2014           | Norwich City        | PL                  | 29         | 3          | FACup+CdL       | 0+3             | 1               | -                  | -                  | -                  | -           | -           | -           | 32     | 4      |
| ago. 2014           | Norwich City        | FLC                 | 1          | 0          | FACup+CdL       | 0               | 0               | -                  | -                  | -                  | -           | -           | -           | 1      | 0      |
| Totale Norwich City | Totale Norwich City | Totale Norwich City | 30         | 3          |                 | 3               | 1               |                    | -                  | -                  |             | -           | -           | 33     | 4      |
| ago. 2014-2015      | QPR                 | PL                  | 29         | 6          | FACup+CdL       | 1+1             | 0               | -                  | -                  | -                  | -           | -           | -           | 31     | 6      |
| 2015-feb. 2016      | QPR                 | FLC                 | 19         | 2          | FACup+CdL       | 0               | 0               | -                  | -                  | -                  | -           | -           | -           | 19     | 2      |
| Totale QPR          | Totale QPR          | Totale QPR          | 48         | 8          |                 | 2               | 0               |                    | -                  | -                  |             | -           | -           | 50     | 8      |
| feb.-giu. 2016      | Swansea City        | PL                  | 11         | 0          | FACup+CdL       | -               | -               | -                  | -                  | -                  | -           | -           | -           | 11     | 0      |
| 2016-2017           | Swansea City        | PL                  | 34         | 6          | FACup+CdL       | 1+2             | 0               | -                  | -                  | -                  | -           | -           | -           | 37     | 6      |
| 2017-2018           | Swansea City        | PL                  | 20         | 1          | FACup+CdL       | 3+3             | 0+2             | -                  | -                  | -                  | -           | -           | -           | 26     | 3      |
| 2018-2019           | Swansea City        | FLC                 | 25         | 1          | FACup+CdL       | 0+2             | 0               | -                  | -                  | -                  | -           | -           | -           | 27     | 1      |
| Totale Swansea City | Totale Swansea City | Totale Swansea City | 90         | 8          |                 | 11              | 2               |                    | -                  | -                  |             | -           | -           | 101    | 10     |
| 2019-2020           | Feyenoord           | ED                  | 23         | 2          | CO              | 3               | 1               | UEL                | 8                  | 2                  | -           | -           | -           | 34     | 5      |
| 2020-2021           | Feyenoord           | ED                  | 25+2       | 0          | CO              | 2               | 0               | UEL                | 0                  | 0                  | -           | -           | -           | 34     | 5      |
| lug.-ago.2021       | Feyenoord           | ED                  | 1          | 0          | -               | -               | -               | UECL               | 4                  | 0                  | -           | -           | -           | 5      | 0      |
| Totale Feyenoord    | Totale Feyenoord    | Totale Feyenoord    | 156        | 16         |                 | 18              | 2               |                    | 19                 | 2                  |             | -           | -           | 193    | 20     |
| ago. 2021-2022      | Alanyaspor          | SL                  | 20         | 0          | TK              | 3               | 0               | -                  | -                  | -                  | -           | -           | -           | 23     | 0      |
| 2022-2023           | Alanyaspor          | SL                  | 30         | 1          | TK              | 3               | 0               | -                  | -                  | -                  | -           | -           | -           | 33     | 1      |
| 2023-2024           | Alanyaspor          | SL                  | 31         | 1          | TK              | 1               | 0               | -                  | -                  | -                  | -           | -           | -           | 32     | 1      |
| Totale Alanyaspor   | Totale Alanyaspor   | Totale Alanyaspor   | 81         | 2          |                 | 7               | 0               |                    | -                  | -                  |             | -           | -           | 88     | 2      |
| 2024-2025           | Al-Nasr             | PL                  | 19         | 1          | PC+CdL          | 1+2             | 0+0             | GCC                | 7                  | 0                  | SC          | 1           | 0           | 30     | 1      |
| Totale carriera     | Totale carriera     | Totale carriera     | 482        | 51         |                 | 46              | 6               |                    | 43                 | 9                  |             | 1           | 0           | 572    | 66     |

### Cronologia presenze e reti in nazionale
| Cronologia completa delle presenze e delle reti in nazionale ― Paesi Bassi | Cronologia completa delle presenze e delle reti in nazionale ― Paesi Bassi | Cronologia completa delle presenze e delle reti in nazionale ― Paesi Bassi | Cronologia completa delle presenze e delle reti in nazionale ― Paesi Bassi | Cronologia completa delle presenze e delle reti in nazionale ― Paesi Bassi | Cronologia completa delle presenze e delle reti in nazionale ― Paesi Bassi | Cronologia completa delle presenze e delle reti in nazionale ― Paesi Bassi | Cronologia completa delle presenze e delle reti in nazionale ― Paesi Bassi |
| Data                                                                       | Città                                                                      | In casa                                                                    | Risultato                                                                  | Ospiti                                                                     | Competizione                                                               | Reti                                                                       | Note                                                                       |
| -------------------------------------------------------------------------- | -------------------------------------------------------------------------- | -------------------------------------------------------------------------- | -------------------------------------------------------------------------- | -------------------------------------------------------------------------- | -------------------------------------------------------------------------- | -------------------------------------------------------------------------- | -------------------------------------------------------------------------- |
| 11-8-2010                                                                  | Donec'k                                                                    | Ucraina                                                                    | 1 – 1                                                                      | Paesi Bassi                                                                | Amichevole                                                                 | -                                                                          | 63’                                                                        |
| 7-9-2012                                                                   | Amsterdam                                                                  | Paesi Bassi                                                                | 2 – 0                                                                      | Turchia                                                                    | Qual. Mondiali 2014                                                        | -                                                                          | 49’                                                                        |
| 11-10-2013                                                                 | Amsterdam                                                                  | Paesi Bassi                                                                | 8 – 1                                                                      | Ungheria                                                                   | Qual. Mondiali 2014                                                        | -                                                                          | 80’                                                                        |
| 15-10-2013                                                                 | Istanbul                                                                   | Turchia                                                                    | 0 – 2                                                                      | Paesi Bassi                                                                | Qual. Mondiali 2014                                                        | -                                                                          |                                                                            |
| 19-11-2013                                                                 | Amsterdam                                                                  | Paesi Bassi                                                                | 0 – 0                                                                      | Colombia                                                                   | Amichevole                                                                 | -                                                                          | 45+1’                                                                      |
| 4-6-2014                                                                   | Amsterdam                                                                  | Paesi Bassi                                                                | 2 – 0                                                                      | Galles                                                                     | Amichevole                                                                 | -                                                                          | 46’                                                                        |
| 23-6-2014                                                                  | San Paolo                                                                  | Paesi Bassi                                                                | 2 – 0                                                                      | Cile                                                                       | Mondiali 2014 - 1º turno                                                   | 1                                                                          | 75’                                                                        |
| 4-9-2014                                                                   | Bari                                                                       | Italia                                                                     | 2 – 0                                                                      | Paesi Bassi                                                                | Amichevole                                                                 | -                                                                          | 86’                                                                        |
| 10-10-2014                                                                 | Amsterdam                                                                  | Paesi Bassi                                                                | 3 – 1                                                                      | Kazakistan                                                                 | Qual. Euro 2016                                                            | -                                                                          | 81’                                                                        |
| 13-10-2014                                                                 | Reykjavík                                                                  | Islanda                                                                    | 2 – 0                                                                      | Paesi Bassi                                                                | Qual. Euro 2016                                                            | -                                                                          | 78’                                                                        |
| 12-11-2014                                                                 | Amsterdam                                                                  | Paesi Bassi                                                                | 2 – 3                                                                      | Messico                                                                    | Amichevole                                                                 | -                                                                          | 81’                                                                        |
| Totale                                                                     |                                                                            | Presenze                                                                   | 11                                                                         |                                                                            | Reti                                                                       | 1                                                                          |                                                                            |

## Palmarès

### Club

#### Competizioni nazionali
- Coppa dei Paesi Bassi: 1

Feyenoord: 2007-2008